# Nagy Vidor
Nagy Vidor (Budapest, 1942. június 14. –) magyar brácsaművész, tanár.

## Élete
Tanulmányait szülővárosában kezdte, a Zeneakadémiára 1962-ben vették fel, ahol  Lukács Pál növendéke volt, 1965-ben megnyerte az akadémia brácsaversenyének első díját, diplomáját 1967-ben nyerte el. Tanulmányait a detmoldi akadémián folytatta Bruno Giurannánál. 30 évig volt a Stuttgarti Állami Operaház Zenekarának (Staatsorchester der Staatsoper Stuttgart) szólóbrácsása.
Több kortárs mű ősbemutatója fűződik nevéhez, saját átiratokat is készít. Szólistaként és különféle kamaraformációkban számos hangversenyt adott Németországban, Magyarországon, az USA-ban, Kanadában, Csehszlovákiában, a Szovjetunióban, Olaszországban és Jugoszláviában. 
1982 óta tart mesterkurzusokat. Számos hangfelvételt készített, köztük világpremiereket. Kottakiadványainak zöme is elsőkiadás. 